# Gliese 357 d
Gliese 357 d (GJ 357 d) è una super Terra, o forse un mininettuno, in orbita attorno alla stella Gliese 357, a circa 30,8 al dal Sole, nella costellazione dell'Idra.
È stato scoperto nel 2019, con il metodo delle velocità radiali comparando i dati degli spettrografi UVES, PFS (Planet Finder Spectrograph) presso i telescopi Magellano e CARMENES, quest'ultimo installato presso l'osservatorio di Calar Alto, in Spagna.

## Caratteristiche
Il pianeta orbita attorno alla stella in circa 55,7 giorni, ad una distanza pari a circa 0,204 volte quella della Terra dal Sole, pari a circa la metà della distanza media di Mercurio dal Sole. Con una temperatura di equilibrio stimata in 220 K (−53 °C; −64 °F), il pianeta si troverebbe nella zona abitabile del sistema, ricevendo dalla stella un'irradiazione luminosa appena inferiore a quella che Marte riceve dal Sole.
Con una massa minima 6,1 volte quella della Terra, il pianeta potrebbe essere una super Terra. Se tuttavia la sua massa risultasse infine molto maggiore del valore minimo indicato, il pianeta potrebbe anche essere un mininettuno.
Il pianeta è interessante perché è la potenziale super Terra più vicina al sistema solare scoperta nella zona abitabile di una nana rossa. Campagne osservative future potrebbero quindi riuscire a raccogliere informazioni sull'abitabilità dei sistemi planetari delle nane rosse.